# Ouette
L'Ouette è un fiume della Francia centro-occidentale che scorre nella regione dei Paesi della Loira, più precisamente nel dipartimento della Mayenne. È un affluente della Mayenne, quindi un sub-affluente della Loira tramite la Mayenne e il Maine.
È probabile che il nome Ouette sia di origine latina o celtica, come Oue, che sarebbe una contrazione di Ovica, cioè piccoli ovini.

## Note

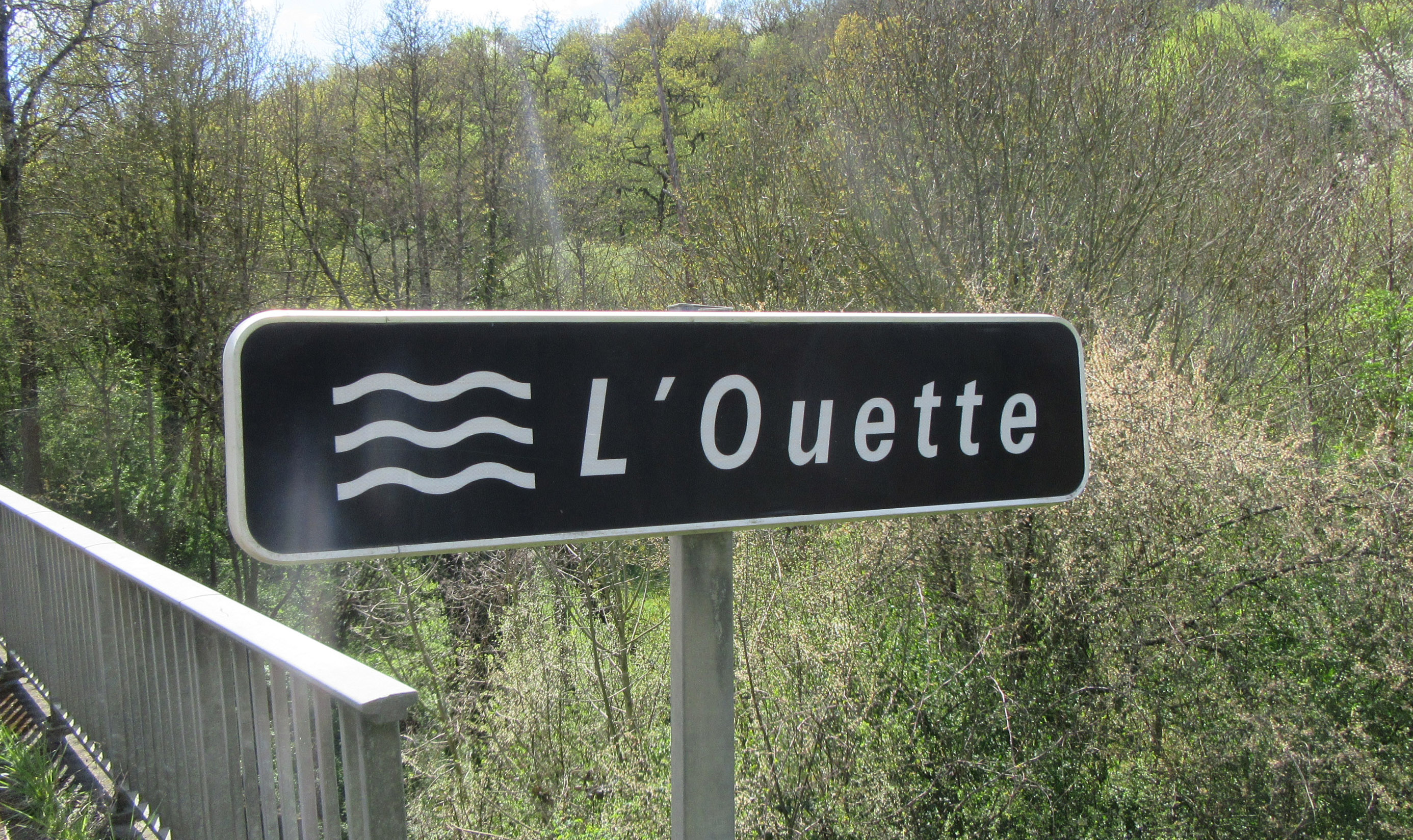
Il cartello turistico che indica l'Ouette, nei pressi di Entrammes.

## Percorso
L'Ouette nasce dallo stagno di Bas-des-Bois, un piccolo specchio d'acqua nei pressi di La Chapelle-Rainsouin, ai piedi di una delle cime della catena dei Coëvrons, ad un'altitudine di 118 m, e scorre per una breve distanza di circa 35 km e parallelamente alla Jouanne, ma più a sud.